# Dammarie-les-Lys
Dammarie-les-Lys (anomenat habitualment Dammarie-lès-Lys) és un municipi francès situat al departament de Sena i Marne i a la regió de l'Illa de França. L'any 1999 tenia 20.659 habitants.
Forma part del cantó de Saint-Fargeau-Ponthierry, del districte de Melun i de la Comunitat d'aglomeració Melun Val de Seine.